# Bohdano-Verbkî, Petropavlivka
Bohdano-Verbkî (în ucraineană Богдано-Вербки) este un sat în comuna Brahînivka din raionul Petropavlivka, regiunea Dnipropetrovsk, Ucraina.

## Demografie
Componența lingvistică a localității Bohdano-Verbkî
     Rusă (66,9%)
     Ucraineană (33,1%)
Conform recensământului din 2001, majoritatea populației localității Bohdano-Verbkî era vorbitoare de rusă (66,9%), existând în minoritate și vorbitori de ucraineană (33,1%).